# Andrea Pollack
Andrea Pollack (República Democrática Alemana, 8 de mayo de 1961-Berlín, 13 de marzo de 2019) fue una nadadora alemana especializada en pruebas de estilo libre y estilo mariposa, ganadora de seis medallas —tres de oro y tres de plata— entre las olimpiadas de Montreal 1976 y Moscú 1980.

## Carrera deportiva
En las Olimpiadas de Montreal 1976 ganó el oro en 200 metros mariposa, y en 4 x 100 metros estilos, y plata en 4 x 100 metros estilo libre y en 100 metros mariposa.
Cuatro años después, en los Juegos Olímpicos de Moscú 1980 ganó la medalla de oro en 4 x 100 metros estilo y la de plata en los 100 metros mariposa, con un tiempo de 1:00.90 segundos.